# Cantó de Brossac
El cantó de Brossac és un cantó francès del departament del Charente, situat al districte de Cognac. Té 12 municipis i el cap és Brossac.

## Municipis
- Boisbreteau
- Brossac
- Châtignac
- Chillac
- Guizengeard
- Oriolles
- Passirac
- Saint-Félix
- Saint-Laurent-des-Combes
- Sainte-Souline
- Saint-Vallier
- Sauvignac

| Data d'elecció                           | Identitat     | Partit                     | Qualitat |
| ---------------------------------------- | ------------- | -------------------------- | -------- |
| 1945-1964                                | M. Olivier    | radical                    |          |
| 1962-1982                                | M. Mouche     | CNI, després Divers droite |          |
| 1982-19..                                | M. Soulard    | UDF                        |          |
| 19..-1994                                | Michel Naudin | PS                         |          |
| 1994-                                    | Marc Courjaud | Divers droite              |          |
| les dades anteriors no són pas conegudes |               |                            |          |
|                                          |               |                            |          |